# William Wordsworth
William Wordsworth (Cockermouth, 7 de abril de 1770 – Rydal Mount, 23 de abril de 1850) foi o maior poeta romântico inglês que, ao lado de Samuel Taylor Coleridge, ajudou a lançar o romantismo na literatura inglesa com a publicação conjunta, em 1798, das Lyrical Ballads (“Baladas Líricas”).

## Biografia
O segundo dos cinco filhos de John Wordsworth e Ann Cookson, William nasceu em Cockermouth, em Cumberland, no Lake District, noroeste da Inglaterra. Sua irmã, a poetisa Dorothy Wordsworth, nasceu no ano seguinte, e os dois foram batizados juntos. Os outros irmãos eram Richard, o mais velho, que se tornaria advogado; John, nascido após Dorothy, que se tornaria poeta e apreciador da natureza, tal como os irmãos, e que morreu em 1809, no naufrágio de um navio onde apenas o capitão se salvou; e Christopher, o mais novo, que se tornaria um acadêmico.
O pai de William era um representante legal de “James Lowther, 1st Earl of Lonsdale” e, devido a suas conexões, vivia em uma espaçosa mansão de uma pequena cidade. William, assim como seus irmãos, tinha pouco envolvimento com seu pai e permaneceu distante dele até sua morte, em 1783. O pai, apesar de raramente presente, ensinou poesia ao filho, inclusive Milton, William Shakespeare e Edmund Spenser; além disso, confiou ao filho sua própria biblioteca.
Algumas vezes, William passava um tempo com os parentes de sua mãe, em Penrith, Cumberland, onde era influenciado pelos pântanos e paisagens, assim como pelo tratamento rude de seus parentes, em especial os avós e tio, cujas hostilidades o amarguraram a ponto de pensar em suicídio.
Após a morte de sua mãe, em 1778, o pai o mandou para "Hawkshead Grammar School", e Dorothy foi morar com parentes em Yorkshire; ela e William não se encontraram pelos próximos nove anos. Antes de Hawkshead, William estudara em Cockermount e Penrith, onde conheceu os Hutchinsons, incluindo Mary, que se tornaria sua esposa.
Wordsworth estreou na literatura em 1787, quando publicou um soneto no The European Magazine. No mesmo ano começou a estudar em Cambridge e se formou em Artes em 1791. 
Voltou a Hawkshead em suas duas primeiras férias de verão, as quais passava fazendo passeios, caminhadas pela natureza. Entre os anos de 1790 e 1792, viajou através da Europa, visitando os Alpes, França, Suíça e Itália.
Em 1791, William converteu-se ao ideal revolucionário francês, entrando para movimentos republicanos. Apaixonou-se por uma francesa, Annette Vallon, que em 1792 lhe deu uma filha, Caroline. No ano seguinte, devido a tensões entre o seu país e a França, voltou à Inglaterra e não pôde ver sua esposa e filha durante muitos anos. Nesse período se apaixonou por Mrs. Gannon. Com a Paz de Amiens William pôde ir à França novamente, em 1802, e juntamente com a irmã Dorothy visitou Annette e Caroline. Em 1835, Wordsworth dá a Annette e Caroline o dinheiro para sua sobrevivência.

## Lake Poets
Wordsworth, Dorothy e Coleridge viajaram para a Alemanha em 1798. Enquanto Coleridge era intelectualmente estimulado, em Wordsworth a viagem produzia nostalgia. Durante o inverno de 1798–1799, Wordsworth morou com Dorothy em Goslar, e começou a trabalhar numa autobiografia mais tarde intitulada The Prelude. Escreveu uma série de poemas hoje famosos, incluindo "The Lucy poems". Posteriormente, ele e sua irmã voltaram para a Inglaterra, para Dove Cottage, em Grasmere, no Lake District, perto do poeta Robert Southey.  Wordsworth, Coleridge e Southey começam a ser conhecidos como os "Lake Poets". Após esse período, muitos de seus poemas usam como tema a morte, o sofrimento, a separação e a mágoa. Wordsworth se reconverteria, lentamente, a convicções políticas conservadoras e ao anglicanismo.

## Casamento e filhos
Em 1802, após ter visitado Annette Vallon e a filha Caroline, na França, William Lowther debita 4 000 libras em nome do pai de Wordsworth, em pagamento por sua ajuda. Após esse ano, Wordsworth casou com Mary Hutchinson e, no ano seguinte, Mary tem a primeira de cinco crianças:
- John Wordsworth (18 de junho de 1803 - 1875). Casada quatro vezes:

1. Isabella Curwen (m. 1848) teve 6 filhos: Jane, Henry, William, John, Charles e Edward;
2. Helen Ross (m. 1854);
3. Mary Ann Dolan (m. após 1858), teve uma filha, Dora (n.1858);
4. Mary Gamble.

- Dora Wordsworth (16 de agosto de 1804 – 9 de julho de 1847). Casada com Edward Quillinan.
- Thomas Wordsworth (15 de junho de 1806 – 1 de dezembro de 1812);
- Catherine Wordsworth (6 de setembro de 1808 – 4 de junho de 1812).
- William "Willy" Wordsworth (12 de maio de 1810 - 1883). Casado com Fanny Graham, teve 4 filhos: Mary Louisa, William, Reginald, Gordon.

## Carreira literária

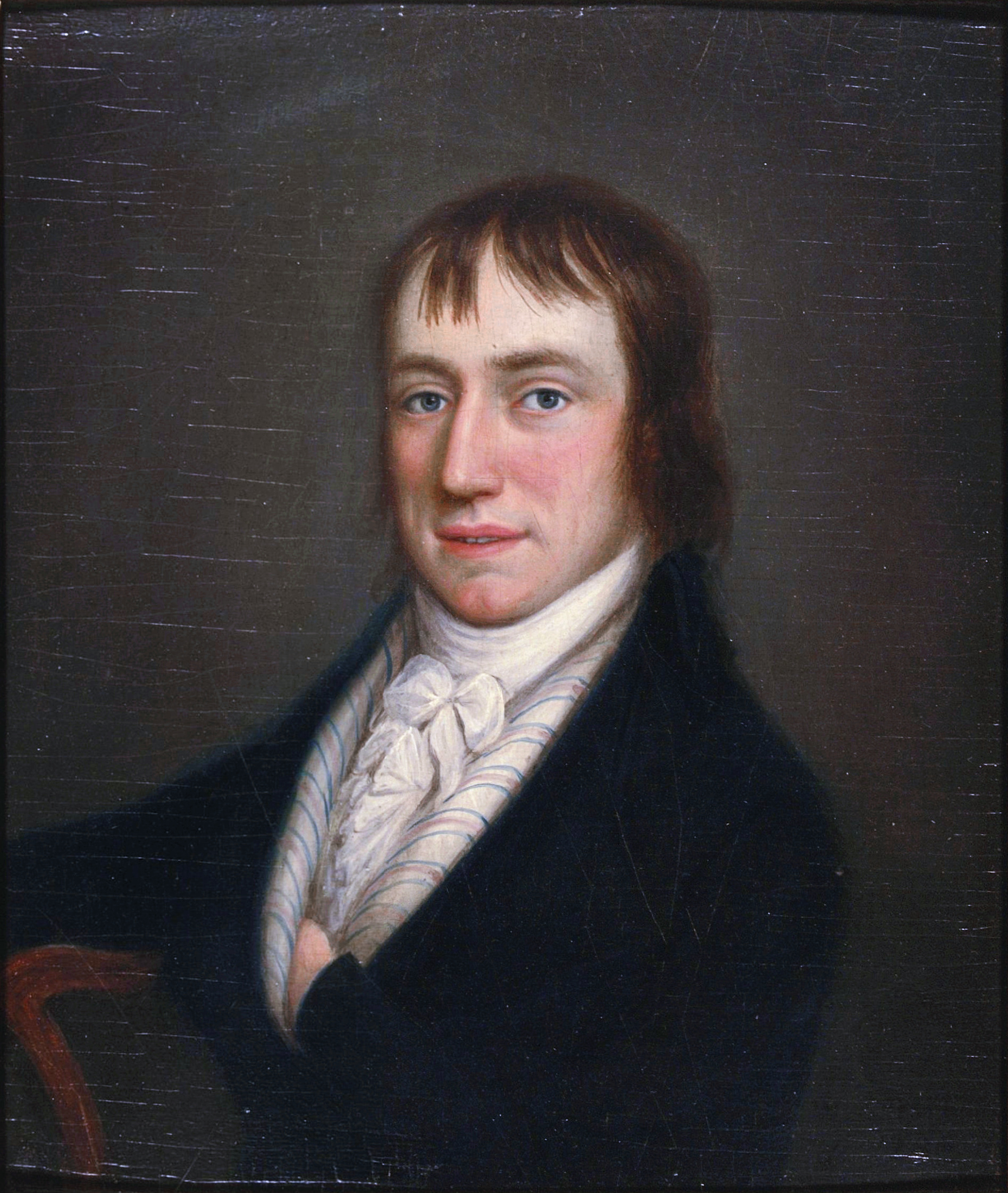
Wordsworth em 1798, na época em que começou The Prelude

Ao voltar à Inglaterra, em 1793, William recebeu uma herança e publicou, em 1798, juntamente com Samuel Taylor Coleridge, Lyrical Ballads (Baladas Líricas), as quais foram republicadas em 1800, assinalando o início do romantismo na Inglaterra.
Em 1795 William encontrara Samuel Taylor Coleridge em Somerset; os dois poetas e Dorothy, em 1797, foram para "Alfoxton House", Somerset, a algumas milhas da casa de Coleridge, em Nether Stowey. Juntos, Wordsworth e Coleridge, com algumas intermediações de Dorothy, produziram Lyrical Ballads (1798). Um dos mais famosos poemas de Wordsworth, "Tintern Abbey", foi publicado nessa obra, junto com "The Rime of the Ancient Mariner", de Coleridge. A segunda edição, publicada em 1800, cita apenas Wordsworth como autor e inclui um prefácio para os poemas. No prefácio das “Lyrical Ballads”, que é chamado o “manifesto” do romantismo inglês, Wordsworth chama seu poema de “experimental” e declara guerra à artificialidade da poesia inglesa do século XVIII, defendendo o uso da linguagem coloquial, da valorização do cotidiano e da simplicidade. Este prefácio é considerado a obra central do início da literatura romântica. Uma quarta e última edição das “Lyrical Ballads” foi publicada em 1805.
Wordsworth teve planos, durante muitos anos, de escrever um longo poema filosófico em 3 partes, que pretendia chamar The Recluse. Entre 1798 e 1799 fez um poema autobiográfico, ao qual nunca deu nome, mas que é chamado "Poem to Coleridge", que serviria de apêndice para The Recluse. Em 1804, ele começou a expandir a autobiografia, e em 1805 a completou, mas recusou-se a publicá-lo até que completasse The Recluse.
Em 1807, seu Poems in Two Volumes foi publicado, incluindo "Ode: Intimations of Immortality from Recollections of Early Childhood". Dois de seus filhos, Thomas e Catherine, morreram em 1812. Sua família, incluindo Dorothy, mudou-se para Rydal Mount, Ambleside em 1813, onde ele viveu pelo resto da vida.
Em 1814 Wordsworth publicou The Excursion como a segunda das três partes de The Recluse. Ele não completara, ainda, a primeira e a terceira partes, e nunca as completou.

## Crítica

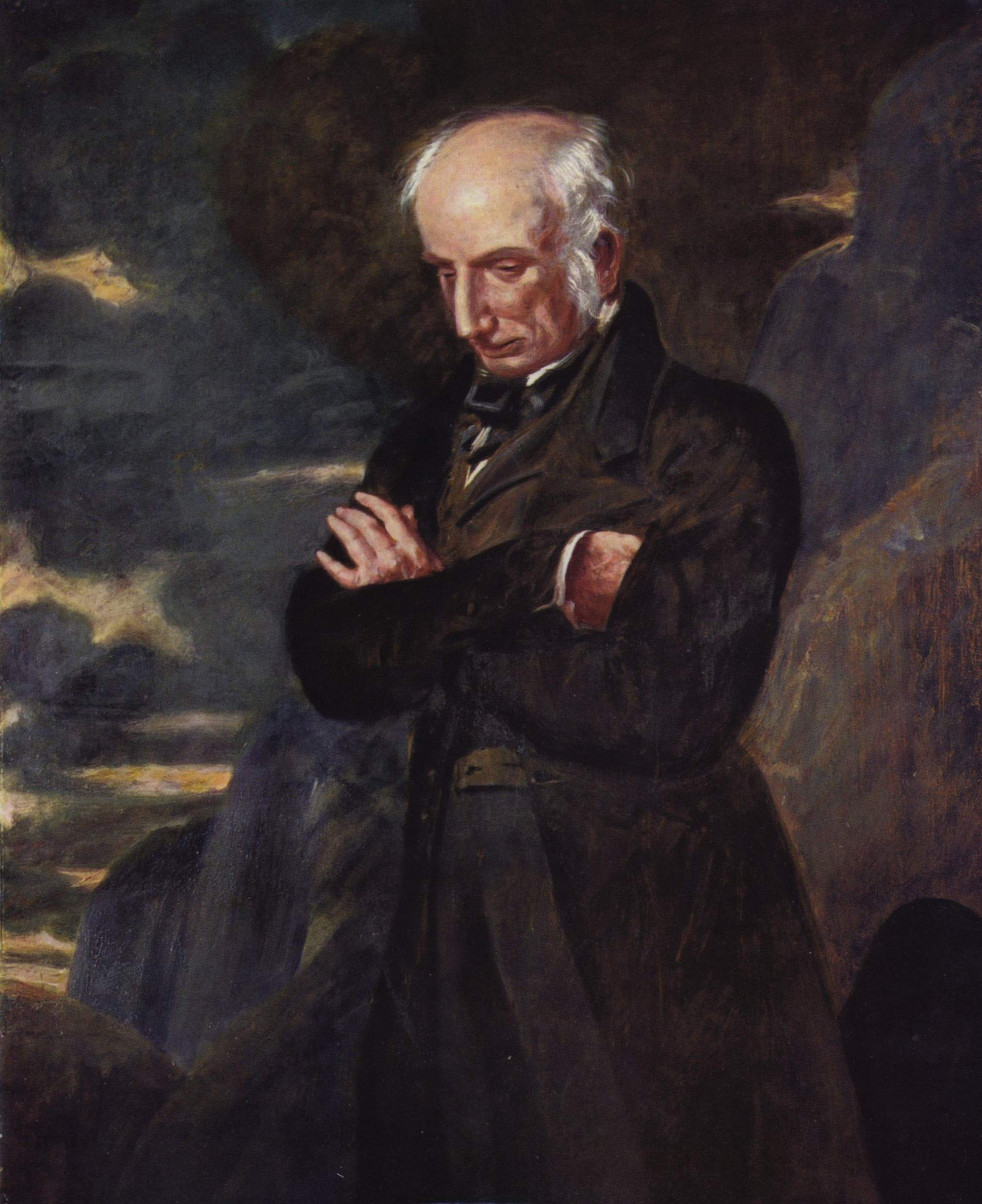
Retrato, 1842, por Benjamin Haydon

A origem do devotamento filosófico de Wordsworth está articulada em The Prelude e cada trabalho curto seu, como "Lines composed a few miles above Tintern Abbey", por exemplo, tem sido alvo de muito debate. Enquanto alguns supõem que a filosofia de Wordsworth era derivada de Coleridge, mais recentemente tem sido aventado que as ideias dele tiveram início alguns anos antes, e a amizade com Coleridge começou em 1790. Durante o ideal revolucionário, na Paris de 1792, aos 22 anos, Wordsworth teve conhecimento do misterioso viajante John "Walking" Stewart (1747–1822), que  estava chegando ao fim da peregrinação de 33 anos que teve início em Madras, India, percorrendo a Pérsia e Arábia, atravessando a África e a Europa, e através dos EUA. Nessa época, Stewart tinha publicado um ambicioso trabalho de filosofia materialista intitulado The Apocalypse of Nature (London, 1791), do qual muitos dos sentimentos filosóficos de Wordsworth receberam influência.
Alguns críticos modernos reconhecem um declínio no trabalho de Worsworth, começando por volta de 1810, talvez decorrente mais de uma mudança de estilo de vida e de crenças. Em seguida à morte de seu amigo, o pintor William Green, em 1823, Wordsworth restabelece relações com Coleridge, com o qual havia se desentendido. Os dois se reconciliam em 1828, quando vão a Rhineland juntos. Dorothy adoece seriamente em 1829, ficando inválida para o resto da vida.

## O Poeta Laureado e outras honrarias
Wordsworth recebeu um título honorário de “Doctor of Civil Law”, em 1838, da Durham University, e a mesma honraria da Oxford University no próximo ano. Em 1842 o governo lhe dá uma pensão anual. Com a morte, em 1843, de Robert Southey, Wordsworth torna-se “Poet Laureate”. Quando sua filha Dora morre, em 1847, sua produção literária começa a declinar.

## Morte

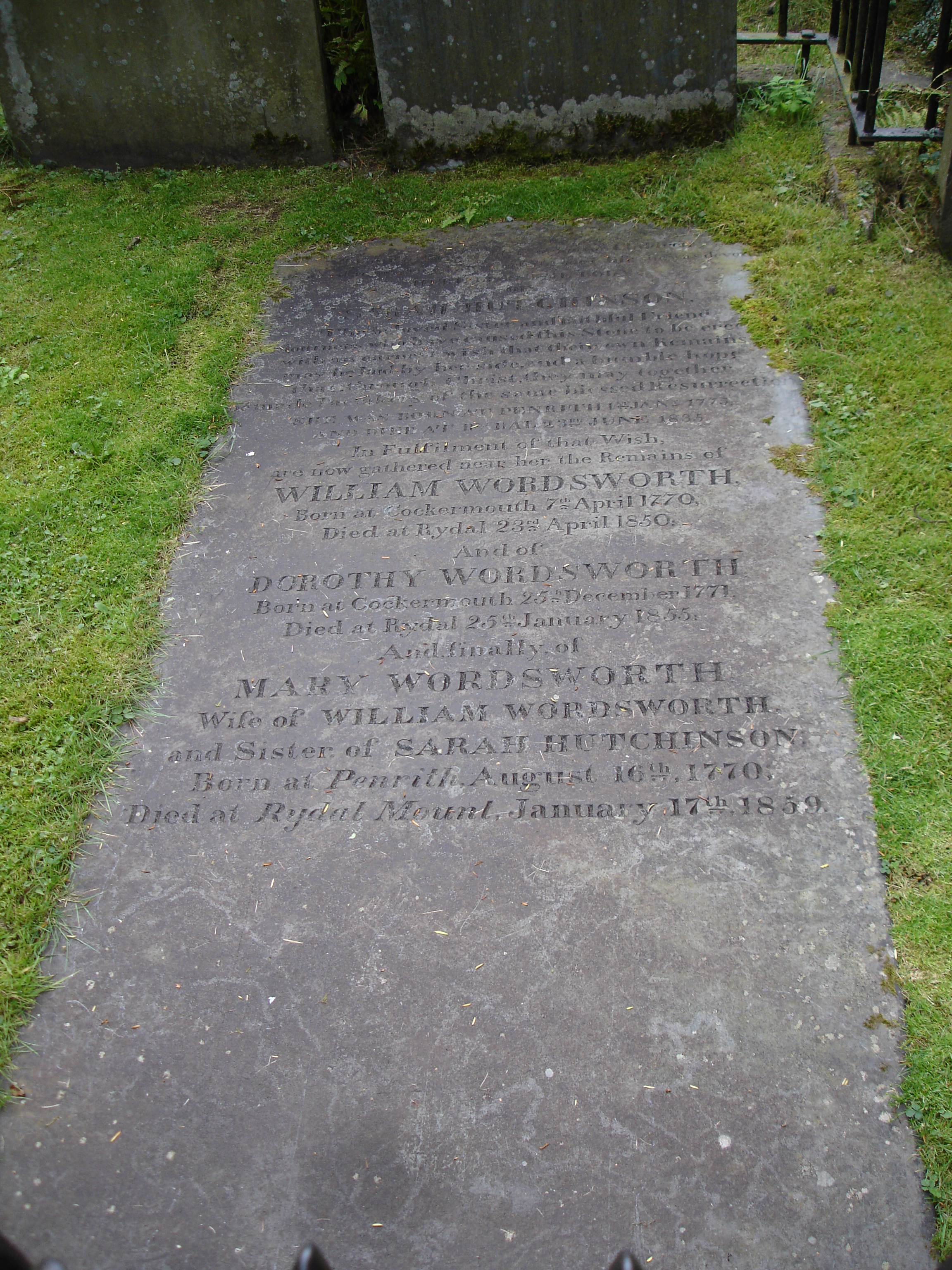
Tumba de William Wordsworth, Grasmere, Cumbria

William Wordsworth morreu de um agravamento de pleurisia em 23 de abril de 1850 e foi velado na igreja St. Oswald, em Grasmere. Sua viúva Mary publicou seu longo poema autobiográfico "poem to Coleridge" como The Prelude alguns meses após sua morte.

## Obras principais
- "Lyrical Ballads, with a Few Other Poems" (1798) (“Baladas líricas”)
- "Simon Lee"
- "We are Seven"
- "Lines Written in Early Spring"
- "Expostulation and Reply"
- "The Tables Turned"
- "The Thorn"
- "Lines Composed A Few Miles above Tintern Abbey"
- Preface to the Lyrical Ballads
- "Strange fits of passion have I known
- "She Dwelt among the Untrodden Ways"
- "Three years she grew"
- "A Slumber Did my Spirit Seal"
- "I travelled among unknown men"
- "Lucy Gray"
- "The Two April Mornings"
- "Nutting"
- "The Ruined Cottage"
- "Michael"
- "The Kitten At Play"
- Poems, in Two Volumes (1807). Dessa obra constam Ode: Intimations of Immortality[10] ("Indícios de Imortalidade a Partir de Reminiscências da Primeira Infância") e Ode to Duty (Ode ao Dever). Constam ainda da obra uma série de sonetos, entre os quais o famoso The world is too much with us ("O mundo Está Demais Conosco"), um protesto contra o materialismo da industrialização.
- "Resolution and Independence"
- "I Wandered Lonely as a Cloud". Também conhecido como "Daffodils"
- "My Heart Leaps Up"
- "The Solitary Reaper"
- "Elegiac Stanzas"
- "Composed upon Westminster Bridge, 03-09-1802"
- "London, 1802"
- "The world is too much with us"
- "The Excursion" (1814) (“A Excursão”) – poema didático.
- "The River Duddon", 1820 (O Rio Duddan).
- "Ecclesiastical Sonnets", 1822 (Sonetos Eclesiásticos) – coleção de 102 sonetos em homenagem à Igreja Anglicana, entre eles o Inside of King’s College Chapel, Cambridge (No Interior da Capela do King’s College, Cambridge), exaltando a arquitetura gótica.
- "The Prelude" (1850) (“O Prelúdio”, feito entre 1799 e 1805, mas publicado postumamente)